# Острва Керама
Острва Керама (јап. 慶良間; Kerama-shotō или јап. 慶良間列島; Kerama-rettō), (језик Окинавски|Kirama)) је група острва у префектури Окинава, Јапан, у Источно кинеском мору.

## Географија
Архипелаг се налази 20 km западно од главног острва Риукиу, Окинава. Следећа суседна група острва Кеисе је удаљена 8 км источно, или као што се понекад такође сматра једним од Керама острва, острво Тонаки 20 км северозападно. 
Заједница на источној половини острва Токашики, управља западним делом општине Замами. Само четири острва су насељена : Токашики, Замами, Ака и Герума. На острву Фукаџи налази се аеродром Керама. Редовне трајектне линије су доступне из Нахе до три највећа острва, Ака, Замами, и Токашики. Постоје такође трајектне линије између острва су, као и бродске туре.

### Списак острва
| Острво (српски)  | Острво (јапански) | Површина km² | Координате                                                  |
| ---------------- | ----------------- | ------------ | ----------------------------------------------------------- |
| Токашики         | јап.              | 15,31        | 26° 11′ 12″ N 127° 21′ 20″ E / 26.18667° С; 127.35556° И    |
| Замами           | јап.              | 6,66         | 26° 14′ 4″ N 127° 18′ 27″ E / 26.23444° С; 127.30750° И     |
| Ака              | јап.              | 3,82         | 26° 11′ 56″ N 127° 16′ 41″ E / 26.19889° С; 127.27806° И    |
| Мае              | јап.              | 1,60         | 26° 12′ 44″ N 127° 26′ 50″ E / 26.21222° С; 127.44722° И    |
| Куба             | јап.              | 1,55         | 26° 10′ 17″ N 127° 14′ 16″ E / 26.17139° С; 127.23778° И    |
| Јакаби           | јап.              | 1,26         | 26° 12′ 59″ N 127° 14′ 40″ E / 26.21639° С; 127.24444° И    |
| Герума           | јап.              | 1,15         | 26° 10′ 54″ N 127° 17′ 21″ E / 26.18167° С; 127.28917° И    |
| Фукаџи           | јап.              | 0,83         | 26° 10′ 6″ N 127° 17′ 34″ E / 26.16833° С; 127.29278° И     |
| Амуро            | јап.              | 0,73         | 26° 12′ 26″ N 127° 18′ 40″ E / 26.20722° С; 127.31111° И    |
| Гишипу           | јап.              | 0,49         | 26° 13′ 49″ N 127° 22′ 10″ E / 26.23028° С; 127.36944° И    |
| Куро             | јап.              | 0,27         | 26° 15′ 6″ N 127° 24′ 15″ E / 26.25167° С; 127.40417° И     |
| Ун               | јап.              | 0,26         | 26° 8′ 34″ N 127° 20′ 35″ E / 26.14278° С; 127.34306° И     |
| Нака             | јап.              | 0,18         | 26° 13′ 52″ N 127° 27′ 2″ E / 26.23111° С; 127.45056° И     |
| Хате             | јап.              | 0,14         | 26° 14′ 24″ N 127° 27′ 26″ E / 26.24000° С; 127.45722° И    |
| Гахи             | јап.              | 0,13         | 26° 13′ 6″ N 127° 17′ 10″ E / 26.21833° С; 127.28611° И     |
| Гусуку           | јап.              | 0,11         | 26° 11′ 55″ N 127° 22′ 40″ E / 26.19861° С; 127.37778° И    |
| Ханари           | јап.              | 0,10         | 26° 9′ 42″ N 127° 20′ 18″ E / 26.16167° С; 127.33833° И     |
| Агенашику        | јап.              | 0,10         | 26° 12′ 55″ N 127° 17′ 42″ E / 26.21528° С; 127.29500° И    |
| Сунаширу         | јап.              | 0,05         | 26° 11′ 3″ N 127° 16′ 29″ E / 26.18417° С; 127.27472° И     |
| непознато        |                   | 0,05         | 26° 14′ 7″ N 127° 27′ 13″ E / 26.23528° С; 127.45361° И     |
| Оу (Убу-Ива)     | јап.              | 0,05         | 26° 9′ 24″ N 127° 16′ 24″ E / 26.15667° С; 127.27333° И     |
| Ачиране-ива      | јап.              | 0,05         |                                                             |
| Мокараку         | јап.              | 0,04         | 26° 9′ 22″ N 127° 17′ 23″ E / 26.15611° С; 127.28972° И     |
| Цумиширо         | јап.              | 0,02         | 26° 10′ 52″ N 127° 16′ 25″ E / 26.18111° С; 127.27361° И    |
| Иџакаџа          | јап.              | 0,02         | 26° 12′ 56″ N 127° 16′ 6″ E / 26.21556° С; 127.26833° И     |
| Џиноџицуру       | јап.              | 0,01         | 26° 14′ 16″ N 127° 22′ 7″ E / 26.23778° С; 127.36861° И     |
| Сакухара-но-Хана | јап.              | 0,01         | 26° 10′ 42″ N 127° 16′ 27″ E / 26.17833° С; 127.27417° И    |
| Фукакане-Се      | јап.              | 0,01         | 26° 10′ 33″ N 127° 13′ 44.5″ E / 26.17583° С; 127.229028° И |
| непознато        |                   | 0,01         | 26° 11′ 0″ N 127° 16′ 21″ E / 26.18333° С; 127.27250° И     |
| непознато        |                   | 0,01         | 26° 9′ 34″ N 127° 17′ 31″ E / 26.15944° С; 127.29194° И     |
| Кубаива          | јап.              | 0,01         | 26° 9′ 33″ N 127° 16′ 23″ E / 26.15917° С; 127.27306° И     |
| Јубуива          | јап.              | 0,01         | 26° 8′ 50″ N 127° 16′ 11″ E / 26.14722° С; 127.26972° И     |
| Накаива          | јап.              | 0,01         | 26° 9′ 1″ N 127° 16′ 6″ E / 26.15028° С; 127.26833° И       |

### Корални гребени
Архипелаг има доста коралних гребена. Два од њих су проглашена за Рамсар подручје и у новембру 2005. године стављени су под заштиту животне средине. Један је од 120 хектара површине дуж западне обале острва Токашики и око острва Ханари, као и 233 хектара велика област која је око острва Иџакаџа-џима, Гахи и Агенашику, као и између острва Ака и Замами. Данас, ови гребени имају 248 различитих врста корала, посебно рода Acropora 5. марта 2014. године, ове воде су проглашене за Националн парк Керама који је ставњен под заштиту.

## Флора и фауна
Острва Ака, Фукаџи, Герума и Јакаби чине једино природно станиште угрожених Керама јелена (Cervus nippon keramae), Сика јелен.

## Галерија
- Острво Амуро
- Острво Фукаџи
- Острво Герума
- Острво Гишипу
- Острво Куба
- Острво Куро
- Острво Мае, Острво Нака, непознато острво, Острво Хате (одоздо према горе)
- Острво Накаива (лево), Острво Јубуива (доле лево), Острво Оу (средина десно) и Острво Кубаива (десно горе)
- Острво Јакаби